# Moonbyul
Moonbyul, pseudonimo di Moon Byul-yi (Bucheon, 22 dicembre 1992), è una rapper, cantante e ballerina sudcoreana.
È la rapper del gruppo femminile sudcoreano Mamamoo, in cui ha debuttato nel 2014. Ha fatto il suo esordio da solista nel maggio 2018 con il singolo "Selfish".

## Biografia
Moon Byul-yi è nata a Bucheon, in Corea del Sud. È stata ammessa alla Paekche Institute of Arts nel 2011, per studiare musica e canto.
Ha debuttato il 18 giugno 2014 nel quartetto Mamamoo. Il 23 maggio 2018 ha pubblicato il suo primo singolo da solista intitolato "Selfish", con un featuring con Seulgi delle Red Velvet.
Il 14 febbraio 2020 ha pubblicato il suo EP di debutto, Dark Side of the Moon.

## Discografia

### EP
- 2020 – Dark Side of the Moon
- 2022 – 6equence
- 2024 - Starlit of Muse (Museum)

### Singoli
- 2018 – Selfish (feat. Seulgi)
- 2020 – Weird Day (feat. Punch)
- 2020 – Eclipse
- 2020 – Absence
- 2022 – C.I.T.T (Cheese in the Trap)

### Riedizioni
- 2020 – 門OON

### Collaborazioni
- 2016 – Dab Dab (con Hwasa)
- 2021 – G999  (con Mirani)

### Featuring
- 2015 – Nothing (Yoo Seung-eun feat. Moonbyul)
- 2019 – Happy Now (HA:TFELT feat. Moonbyul)
- 2020 – Say Yes (Punch feat. Moonbyul)
- 2020 – Greedyy (JeA feat. Moonbyul)
- 2021 – The Lady (Bumkey feat. Moonbyul)